# 塩田泰久
塩田泰久（しおだ やすひさ、1952年 - ）は、日本の合気道家。父は養神館合気道創始者・塩田剛三。

## 略歴
1952年（昭和27年）11月15日、埼玉県所沢市に塩田剛三の三男として生まれる。
13歳のときから合気道を始め、中央大学卒業後、養神館にて広く合気道普及活動を行なうと共に、父の塩田剛三に就いて合気道修行に専念。
1981年（昭和56年）より3年間イギリスに在住し、海外における合気道普及の基盤をつくる。
2007年（平成19年）、養神館三代目館長に就任。
2012年（平成24年）6月14日付けで養神館館長を辞任。
2014年（平成26年）、塩田国際合気道連盟（SIAF）を設立、代表に就任する。

## 著書
- 「不世出の武道家・塩田剛三直伝」（講談社）
- 「塩田剛三の合気道人生」（海鳴社）
- 「確実に上達する合気道入門」（実業之日本社）
- 「気道養神館精解技法体系」（BABジャパン）
- 「塩田剛三の世界」（海鳴社）
- 「対人力 人生を成功に導く「合気」の極意」（ソフトバンククリエイティブ）
- 「心技体を極める!合気道上達のコツ50」（メイツ出版）
- 「技の極意が身につく！合気道」（日本文芸社）
- 「塩田剛三の合気道」（海竜社）
- 「呼吸力で人生に勝つ」（講談社）
- 「実践護身術入門」（竹内書店新社）
- 「合気道基本技全書」共著（竹内書店新社）
- 「TOTAL AIKIDO」共著・英文（講談社インターナショナル）

(その他多数の本の監修も行なっている。)